# Польски, Гейб
Гейб Польски (англ. Gabe Polsky; род. 3 мая 1979) — американский кинорежиссёр и продюсер.

## Биография
Родился в США в семье советских эмигрантов. Вырос на северном побережье озера Мичиган, к северу от Чикаго.
В юности увлекался хоккеем. В 13 лет его хоккейным тренером был один из первых тренеров из Советского Союза, работавших в США. В последние два года в школе Гейб Польски играл в хоккей за команду подготовительной школы на Восточном побережье США. Затем поступил в Йельський университет, где тоже играл в главной университетской хоккейной лиге.
Осознав, что профессиональная карьера в хоккее ему не светит, Гейб Польски решил заняться кино. Вместе со старшим братом Аланом Польски он продюсировал фильм «Плохой лейтенант» и, опять с братом, был режиссёром фильма «Гостиничная жизнь» (The Motel Life), в котором снимались Эмиль Хирш, Дакота Фэннинг и Стивен Дорфф.
В 2014 году Гейб Польски представил свой авторский документальный фильм «Красная армия», посвященный советскому доминированию в мировом хоккее во время Холодной войны. Фильм получил почти сплошь положительные отзывы кинокритиков - рейтинг 100% на сайте Rotten Tomatoes.

## Творческие планы
В январе 2015 стало известно, что Гейб Польски планирует также снять киноленту о Валерии Лобановском. Ранее сообщалось, что братья Польские сотрудничают над фильмом «Мастер и Маргарита».